# F-라이너
F-라이너(일본어: Fライナー エフライナー[*])는 요코하마 고속 철도, 도부 철도, 도쿄 지하철, 세이부 철도, 도부 철도가 운행하는 열차로 2016년 3월 26일에 운행을 개시한 특급 (특별 급행) 열차의 명칭이다. 도부 도조 본선, 세이부 이케부쿠로 선, 도쿄 메트로 후쿠토신 선, 도큐 도요코 선, 요코하마 고속 철도 미나토미라이 선 노선을 운행하고 있으며 2017년 3월 25일에 운행을 시작한 S-트레인 이전에 직통 노선 중에서 가장 높은 등급이다.

## 운행 열차

### 현재 운행하는 열차
도쿄 급행 전철
- 5050계 4000번대

도쿄 지하철
- 7000계
- 10000계

도부 철도
- 9000계, 9050계
- 50070계

세이부 철도
- 6000계
- 40000계

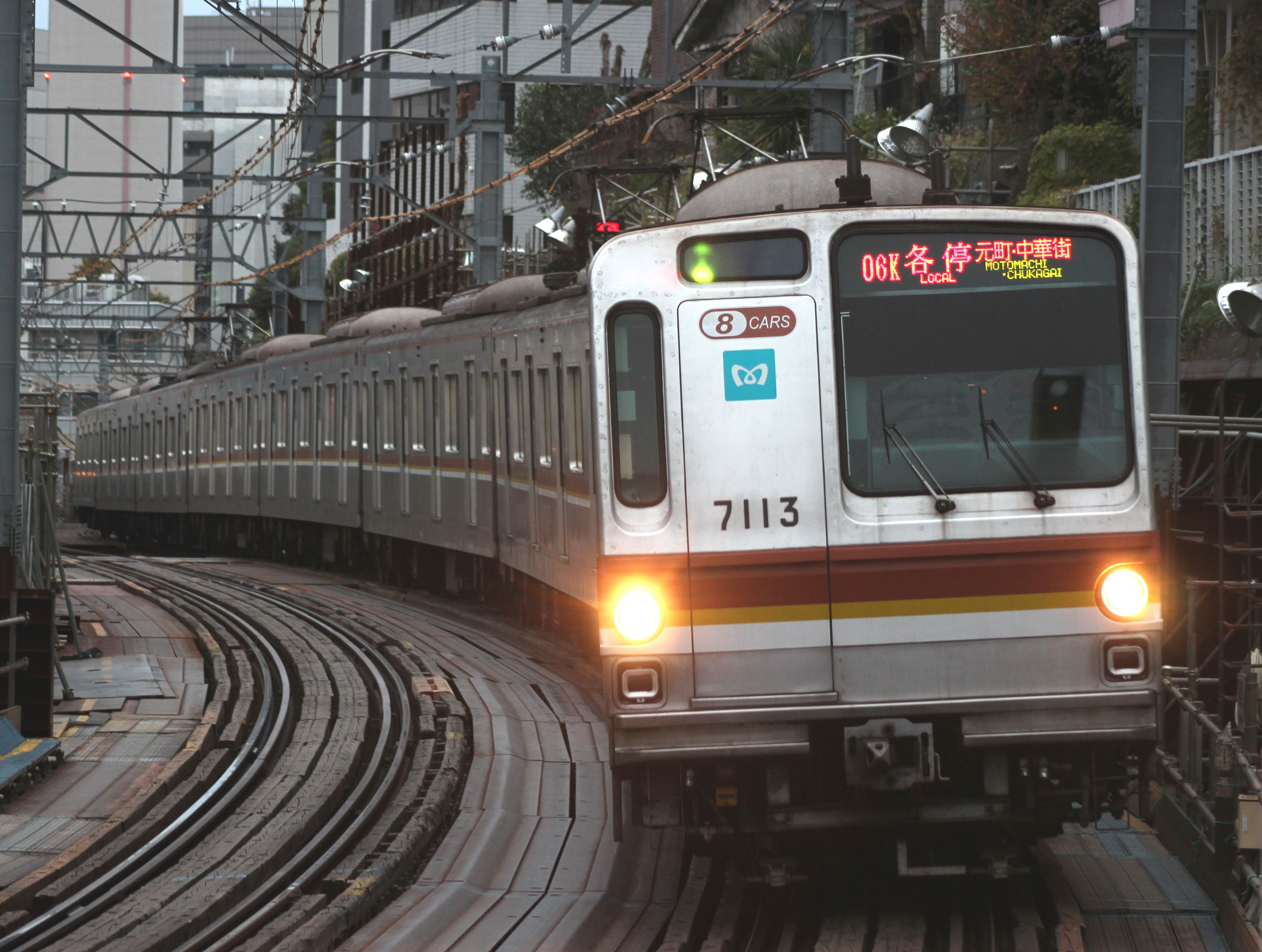
도쿄 메트로 7000계
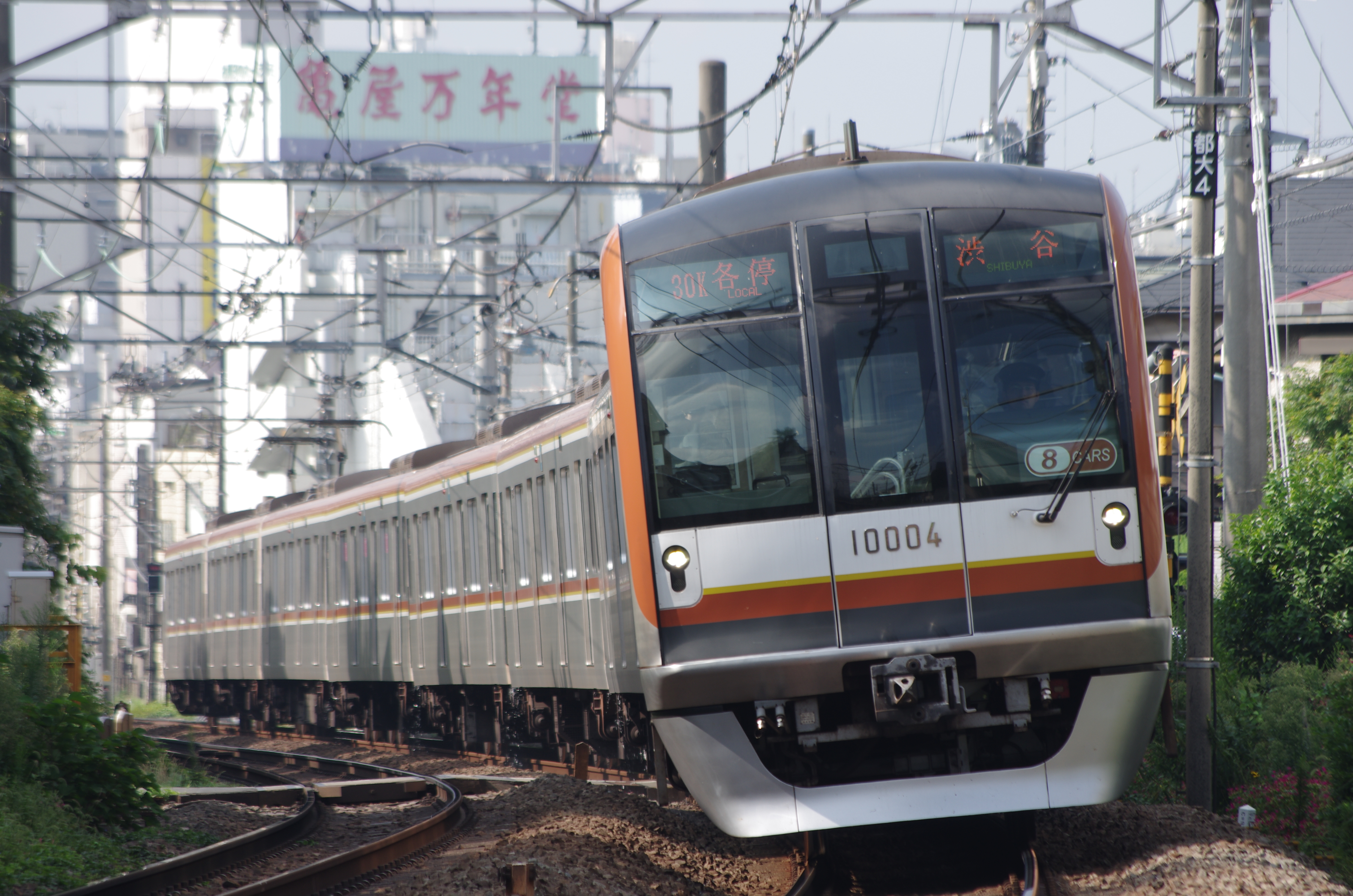
도쿄 메트로 10000계
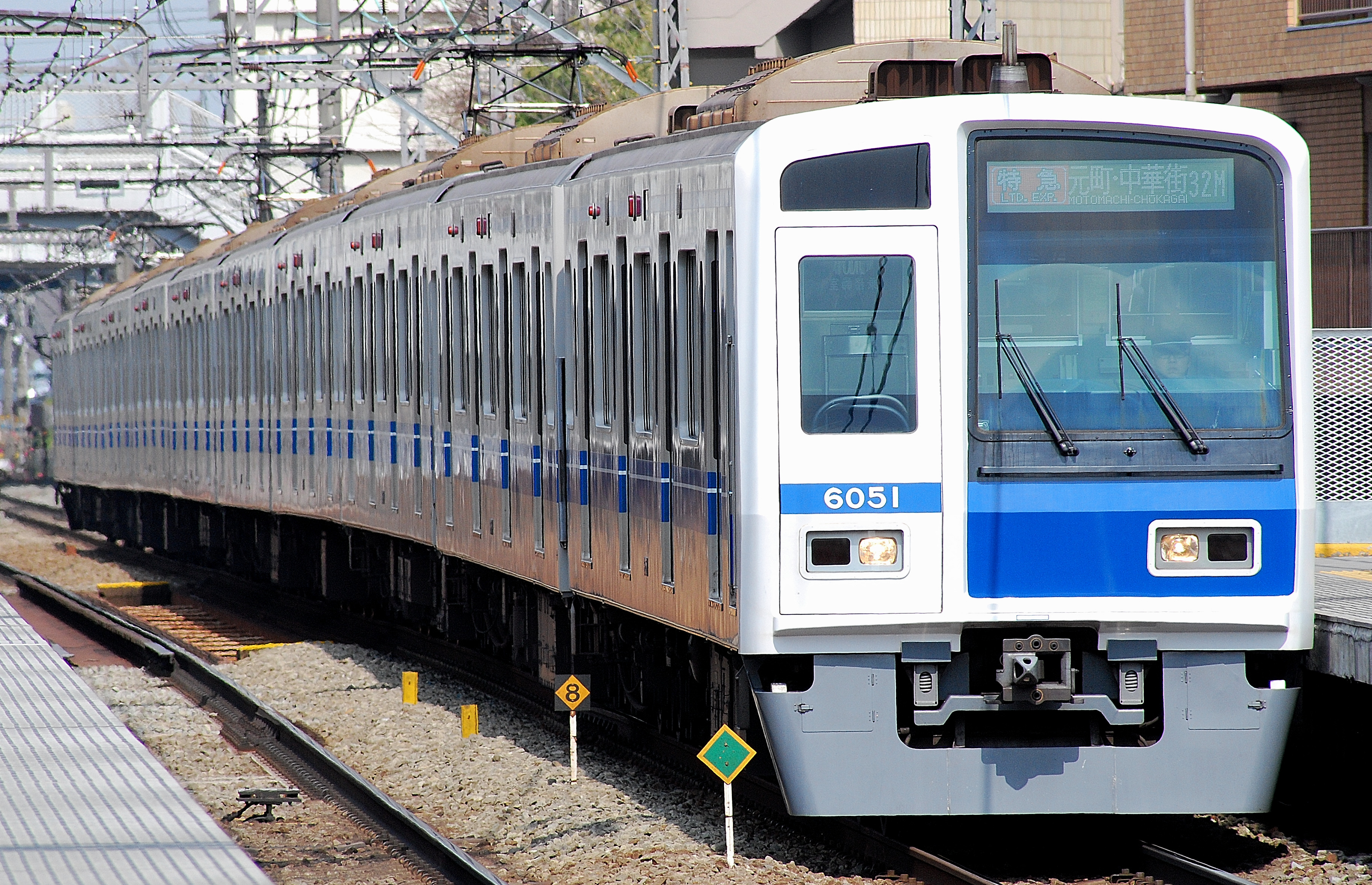
세이부 철도 6000계
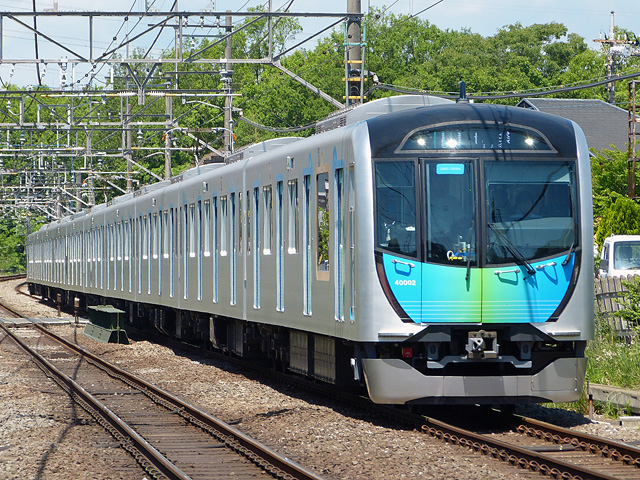
세이부 철도 40000계
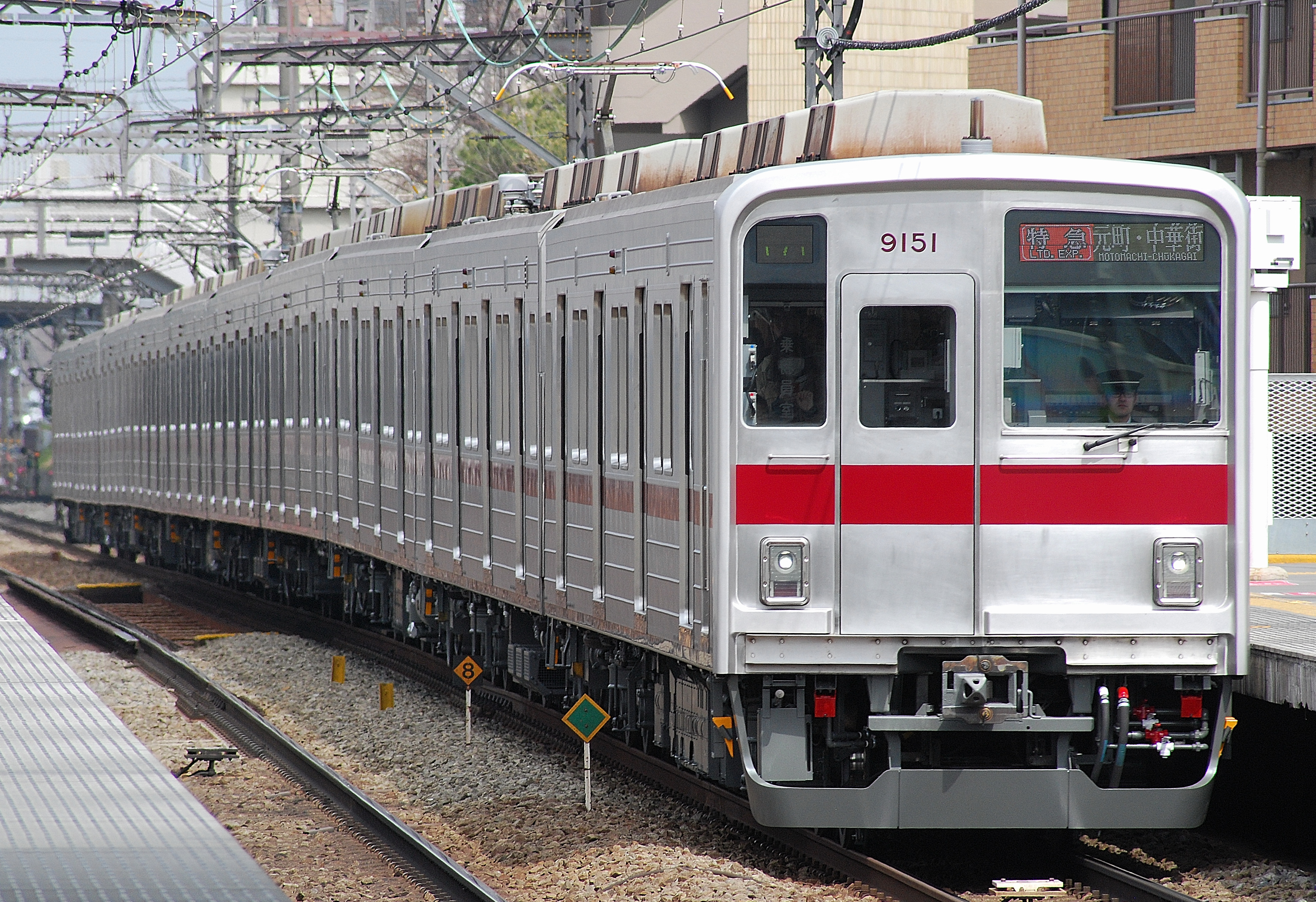
도부 철도 9000계
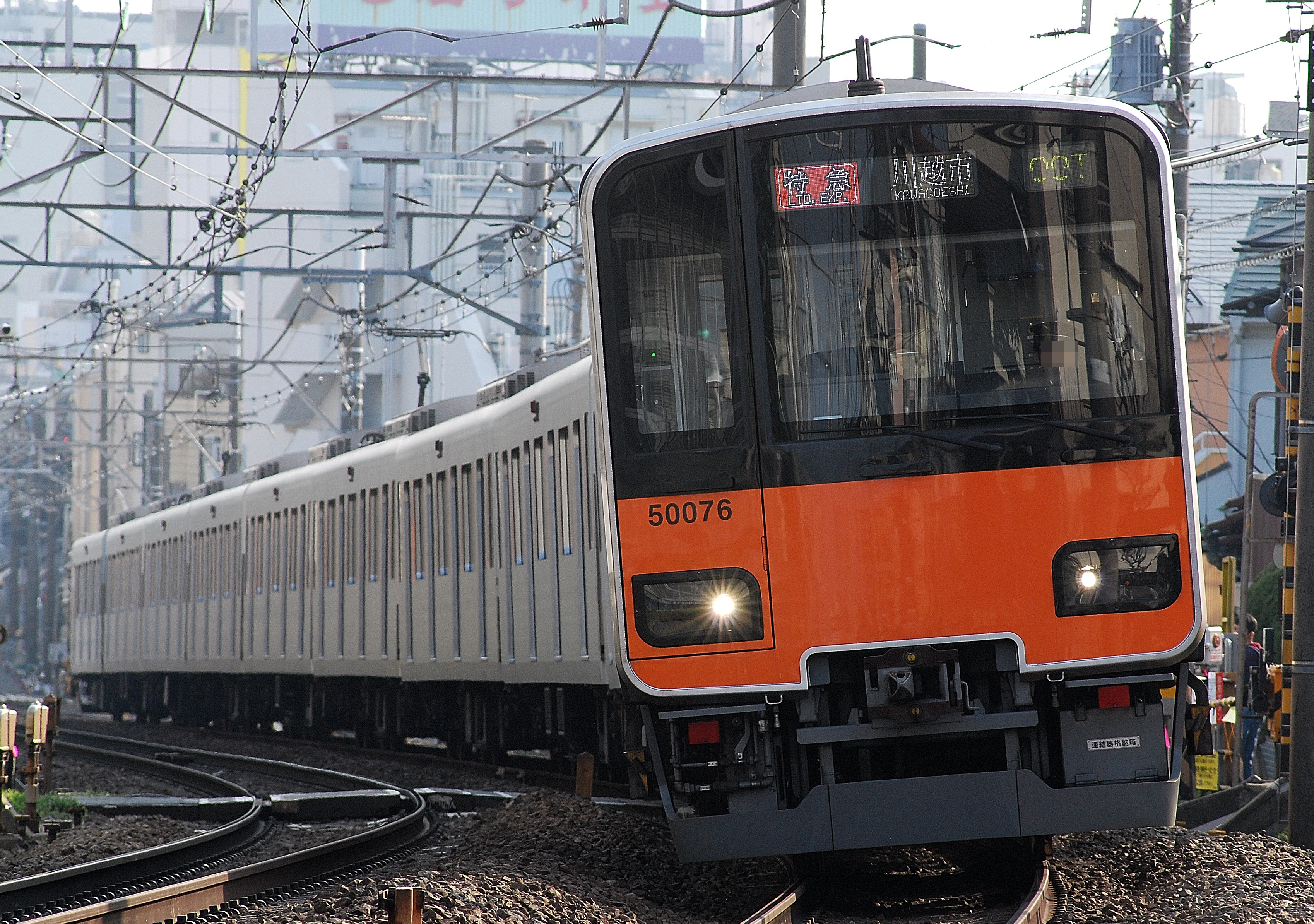
도부 철도 50070계

## 정차역

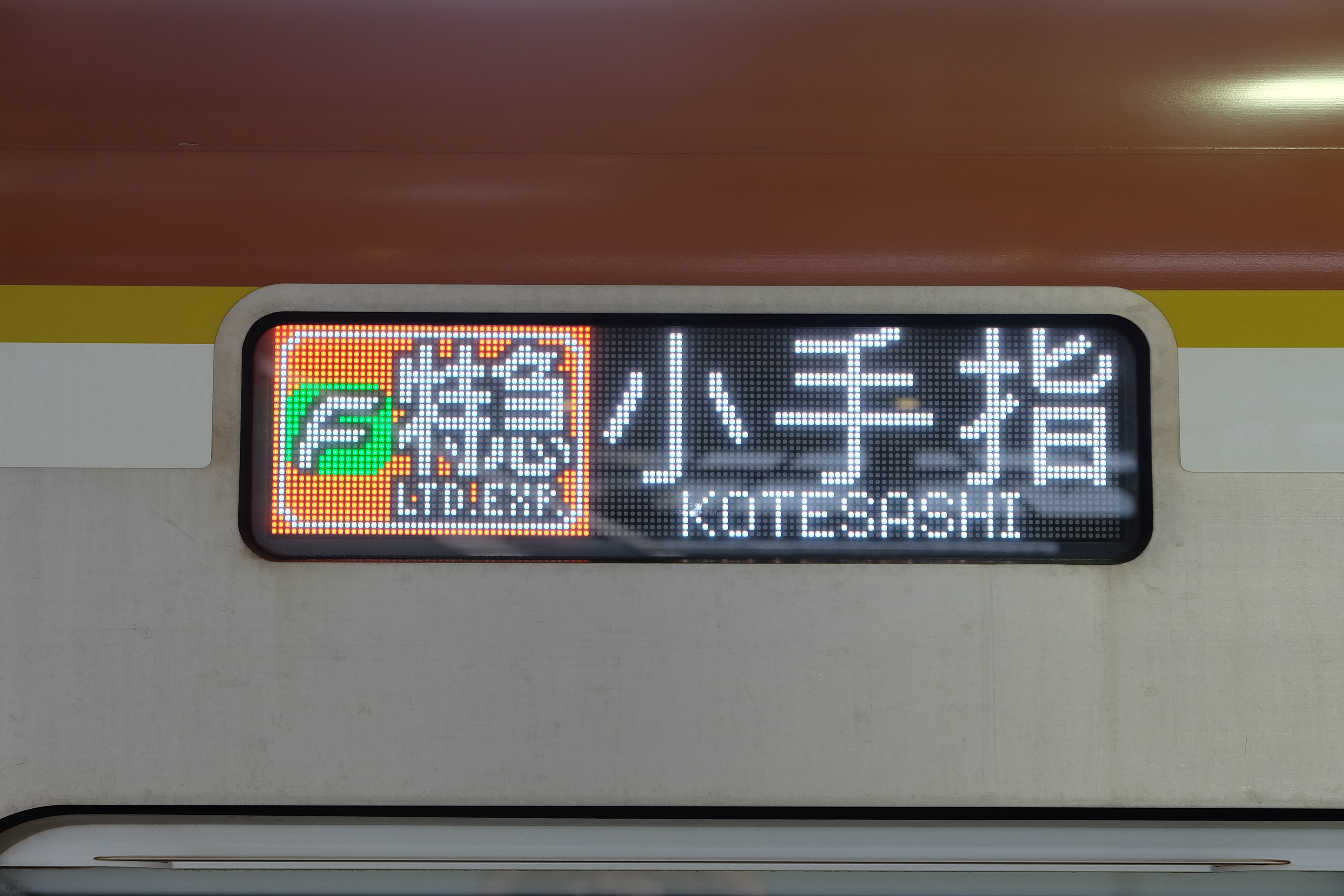
F-라이너 행선지

| 운행 노선                          | 역 번호   | 역 이름                             | 세이부 선 계통 | 도요코 선 계통 | 접속 노선 |
| ---------------------------------- | --------- | ----------------------------------- | -------------- | -------------- | --- |
| 세이부 이케부쿠로 선               | SI26      | 한노                                | ●              | │              | |
| 세이부 이케부쿠로 선               | SI23      | 이루마 시                           | ●              | │              | |
| 세이부 이케부쿠로 선               | SI19      | 고테사시                            | ●              | │              | |
| 세이부 이케부쿠로 선               | SI17      | 도코로자와                          | ●              | │              | 세이부 신주쿠 선 |
| 세이부 이케부쿠로 선               | SI13      | 히바리가오카                        | ●              | │              | |
| 세이부 이케부쿠로 선               | SI10      | 샤쿠지이 공원                       | ●              | │              | |
| 세이부 이케부쿠로 선               | SI06      | 네리마                              | ●              | │              | 세이부 유라쿠초 선(한노 방면에서부터 직결 운행) 도시마 선(이케부쿠로 방면에서부터 직결 운행) 도영 지하철 오에도 선                                                                       |
| 도부 도조 본선                     | TJ-30     | 신린코엔                            | │              | ●              | 도부 도조 본선 |
| 도부 도조 본선                     | TJ-29     | 히가시마쓰야마                      | │              | ●              | |
| 도부 도조 본선                     | TJ-28     | 다카사카                            | │              | ●              | |
| 도부 도조 본선                     | TJ-27     | 기타사카도                          | │              | ●              | |
| 도부 도조 본선                     | TJ-26     | 사카도                              | │              | ●              | 도부 철도 오고세 선 |
| 도부 도조 본선                     | TJ-25     | 와카바                              | │              | ●              | |
| 도부 도조 본선                     | TJ-24     | 쓰루가시마                          | │              | ●              | |
| 도부 도조 본선                     | TJ-23     | 가스미가세키                        | │              | ●              | |
| 도부 도조 본선                     | TJ-22     | 가와고에 시                         | │              | ●              | 세이부 철도 신주쿠 선 |
| 도부 도조 본선                     | TJ-21     | 가와고에                            | │              | ●              | 가와고에 선 |
| 도부 도조 본선                     | TJ-18     | 후지미노                            | │              | ●              | |
| 도부 도조 본선                     | TJ-14     | 시키                                | │              | ●              | |
| 도부 도조 본선                     | TJ-13     | 아사카다이                          | │              | ●              | 무사시노 선(기타아사카역) |
| 도부 도조 본선                     | TJ-11     | 와코시                              | │              | ●              | 도부 철도 도조 본선 |
| 도쿄 지하철 후쿠토신 선            | F-01      | 와코시                              | │              | ●              | 도부 철도 도조 본선 |
| 도쿄 지하철 후쿠토신 선            | SI37 F-06 | 고타케무카이하라                    | ●              | ●              | 세이부 철도 세이부 유라쿠초 선(직결 운행), 유라쿠초 선 |
| 도쿄 지하철 후쿠토신 선            | F-09      | 이케부쿠로                          | ●              | ●              | 유라쿠초 선 마루노우치 선, 야마노테 선 사이쿄 선(아카바네 선), 세이부 철도 이케부쿠로 선 도부 철도 도조 본선                                                                             |
| 도쿄 지하철 후쿠토신 선            | F-13      | 신주쿠 3초메                        | ●              | ●              | 마루노우치 선, 신주쿠 선 |
| 도쿄 지하철 후쿠토신 선            | F-15      | 메이지진구마에 (하라주쿠)           | ●              | ●              | 지요다 선 |
| 도쿄 지하철 후쿠토신 선            | F-16      | 시부야                              | ●              | ●              | 도쿄 급행 전철 도요코 선(직결 운행) 긴자 선, 한조몬 선 야마노테 선, 사이쿄 선 도쿄 급행 전철 덴엔토시 선, 게이오 전철 이노카시라 선                                                      |
| 도큐 도요코 선                     | TY01      | 시부야                              | ●              | ●              | 도쿄 급행 전철 도요코 선(직결 운행) 긴자 선, 한조몬 선 야마노테 선, 사이쿄 선 도쿄 급행 전철 덴엔토시 선, 게이오 전철 이노카시라 선                                                      |
| 도큐 도요코 선                     | TY03      | 나카메구로                          | ●              | ●              | ○ 도쿄 메트로 히비야선 |
| 도큐 도요코 선                     | TY07      | 지유가오카                          | ●              | ●              | ■ 도쿄 급행 전철 오이마치 선 |
| 도큐 도요코 선                     | TY11      | 무사시코스기                        | ●              | ●              | 난부 선 요코스카 선 쇼난 신주쿠 라인 |
| 도큐 도요코 선                     | TY16      | 기쿠나                              | ●              | ●              | 요코하마 선 |
| 도큐 도요코 선                     | TY21      | 요코하마                            | ●              | ●              | ■ 요코하마 고속철도 미나토미라이 선 (직결 운행) 도카이도 본선 요코스카 선 쇼난 신주쿠 라인 게이힌 도호쿠 선 네기시 선 게이힌 급행 전철 본선 사가미 철도 본선 ■ 요코하마 지하철 블루 라인 |
| 요코하마 고속 철도 미나토미라이 선 | MM01      | 요코하마                            | ●              | ●              | ■ 요코하마 고속철도 미나토미라이 선 (직결 운행) 도카이도 본선 요코스카 선 쇼난 신주쿠 라인 게이힌 도호쿠 선 네기시 선 게이힌 급행 전철 본선 사가미 철도 본선 ■ 요코하마 지하철 블루 라인 |
| 요코하마 고속 철도 미나토미라이 선 | MM03      | 미나토미라이 역                     | ●              | ●              | |
| 요코하마 고속 철도 미나토미라이 선 | MM06      | 모토마치·주카가이 역 (야마시타공원) | ●              | ●              | |

## 같이 보기
- S-트레인
- TJ 라이너